# Louis Botha
Louis Botha (Greytown, 27 de septiembre de 1862-Pretoria, 27 de agosto de 1919) fue un político sudafricano. Fue el primer ministro de la Unión Sudafricana, precursor del estado moderno de Sudáfrica. Fue un afrikáner héroe de guerra en la Segunda Guerra Anglo-Bóer luchó para que Sudáfrica se convirtiera en un dominio británico.

## Trayectoria
Fue miembro del parlamento del Transvaal en 1897, representando al distrito de New Republic Vryheid en Zululandia del que contribuyó a su creación. Dos años más tarde fue hecho general en la Segunda Guerra Anglo-Bóer, asumiendo el liderazgo de todas las fuerzas bóer en 1900 y luchando con impresionante capacidad en Colenso y Spion kop. A la muerte de P. J. Joubert, fue nombrado comandante en jefe de las fuerzas bóeres de Transvaal, donde pudo demostrar sus habilidades nuevamente en Belfast-Dalmanutha. Después de la caída de Pretoria, condujo una concentrada campaña de guerrilla contra los británicos junto con Koos de la Rey y Christiaan de Wet.
Después trabajó para alcanzar la paz con los británicos, representando a los bóeres en las negociaciones de paz en 1902. Su legajo de guerra lo tornó en un prominente hombre en la política de Transvaal y fue un actor principal en la reconstrucción de posguerra de su tierra, llegando a primer ministro de Transvaal el 4 de marzo de 1907. En 1911, junto con otro héroe guerrero bóer, Jan Smuts, formó el Partido Sudafricano, o SAP. Ampliamente visto como muy conciliador con los británicos,[cita requerida] Botha enfrentó revueltas desde dentro de su propio partido y de la oposición del Partido Nacional de James Barry Munnik Hertzog. Cuando Sudáfrica alcanzó el estatus de dominio en 1910, Botha fue el primer primer ministro de la Unión Sudafricana.
Con el inicio de la Primera Guerra Mundial,   Botha ofreció el respaldo de Sudáfrica a Gran Bretaña y lideró con éxito la campaña militar para tomar el África del Sudoeste Alemana , una impopular medida entre los bóeres, que provocó la Revuelta de los Bóer. 
Hacia el final de la guerra, condujo brevemente una misión militar británica a Polonia durante la Guerra Polaco-Soviética. Sostuvo que los términos del Tratado de Versalles eran muy duros para las Potencia Centrales, aunque suscribió igualmente el tratado.
Tras un intento fallido de anexar el África Sudoccidental Alemana a la Unión de Sudáfrica en el Tratado de Versalles, su salud se deterioró. Finalmente, falleció de neumonía en agosto de 1919.

## Biografía
Hijo de un voortrekker (colono pionero del interior), creció en el Estado Libre de Orange, donde recibió su única educación formal en una escuela de misión alemana. En 1884 participó en la fundación de la Nueva República en el distrito de Vryheid, en Zululandia (actualmente en el norte de KwaZulu-Natal). Allí adquirió una granja y contrajo matrimonio con Annie Emmett, descendiente de un patriota irlandés.